# Piazza Giacomo Matteotti (Udine)

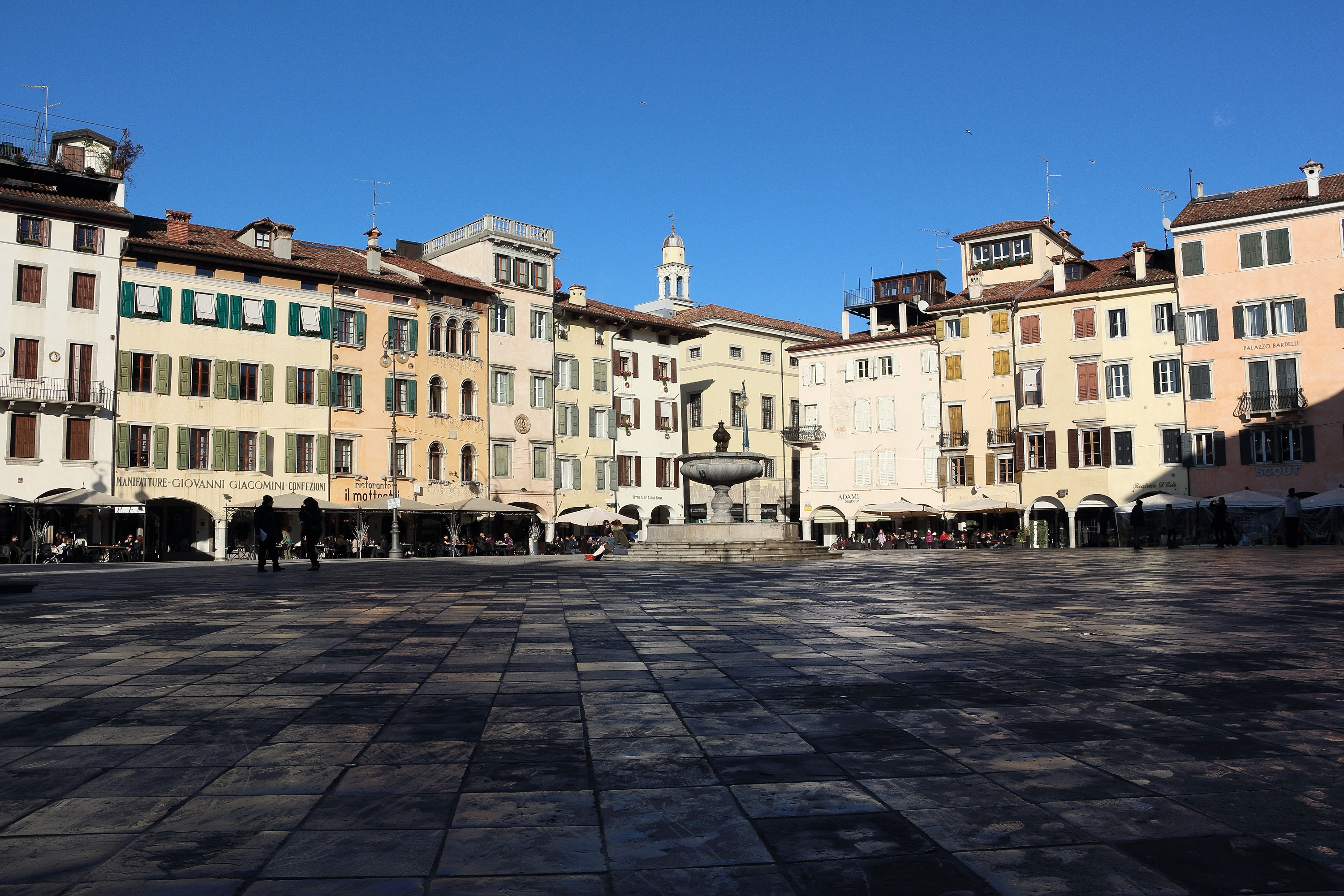
Ansicht Nordosten

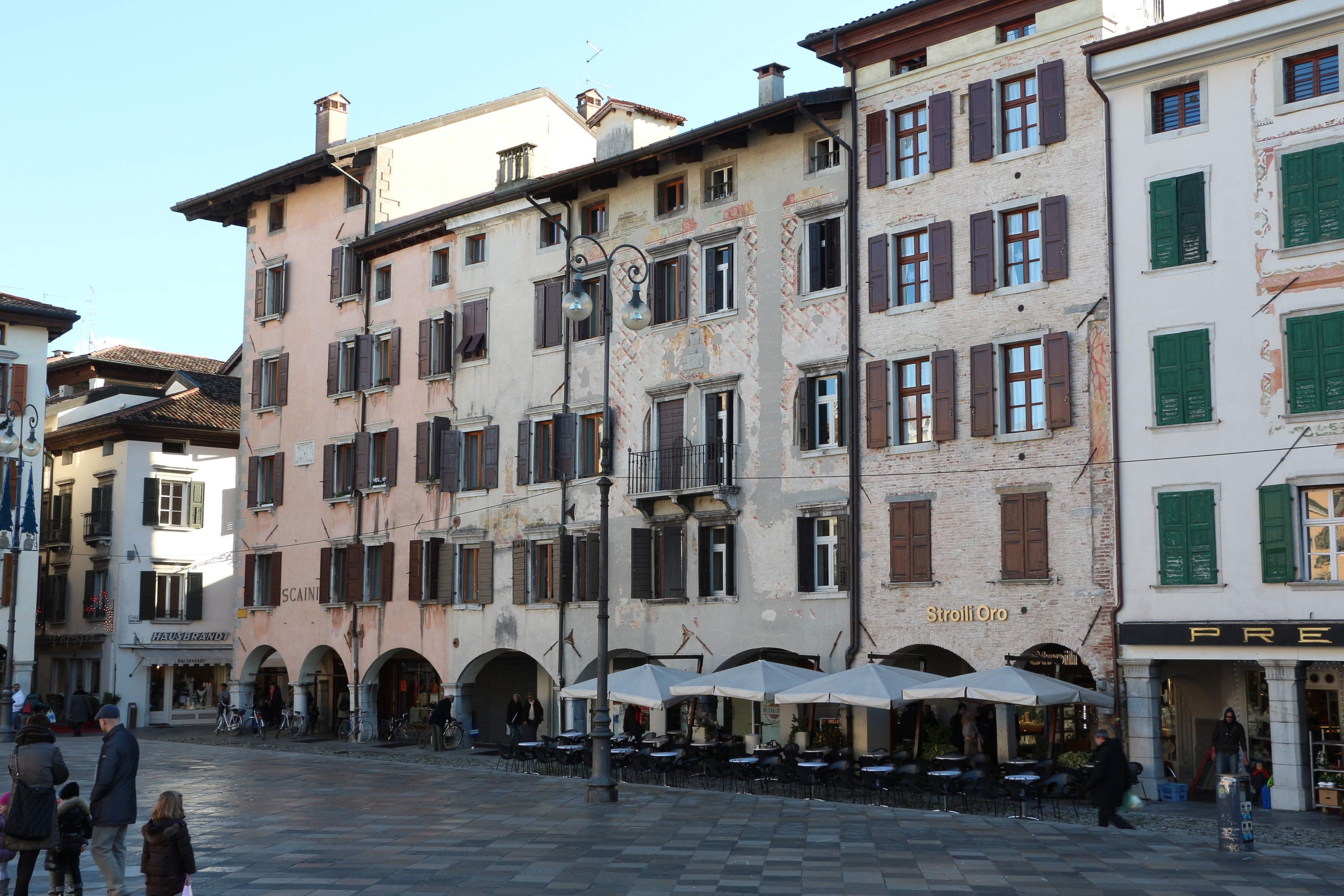
Häuser an der Südseite

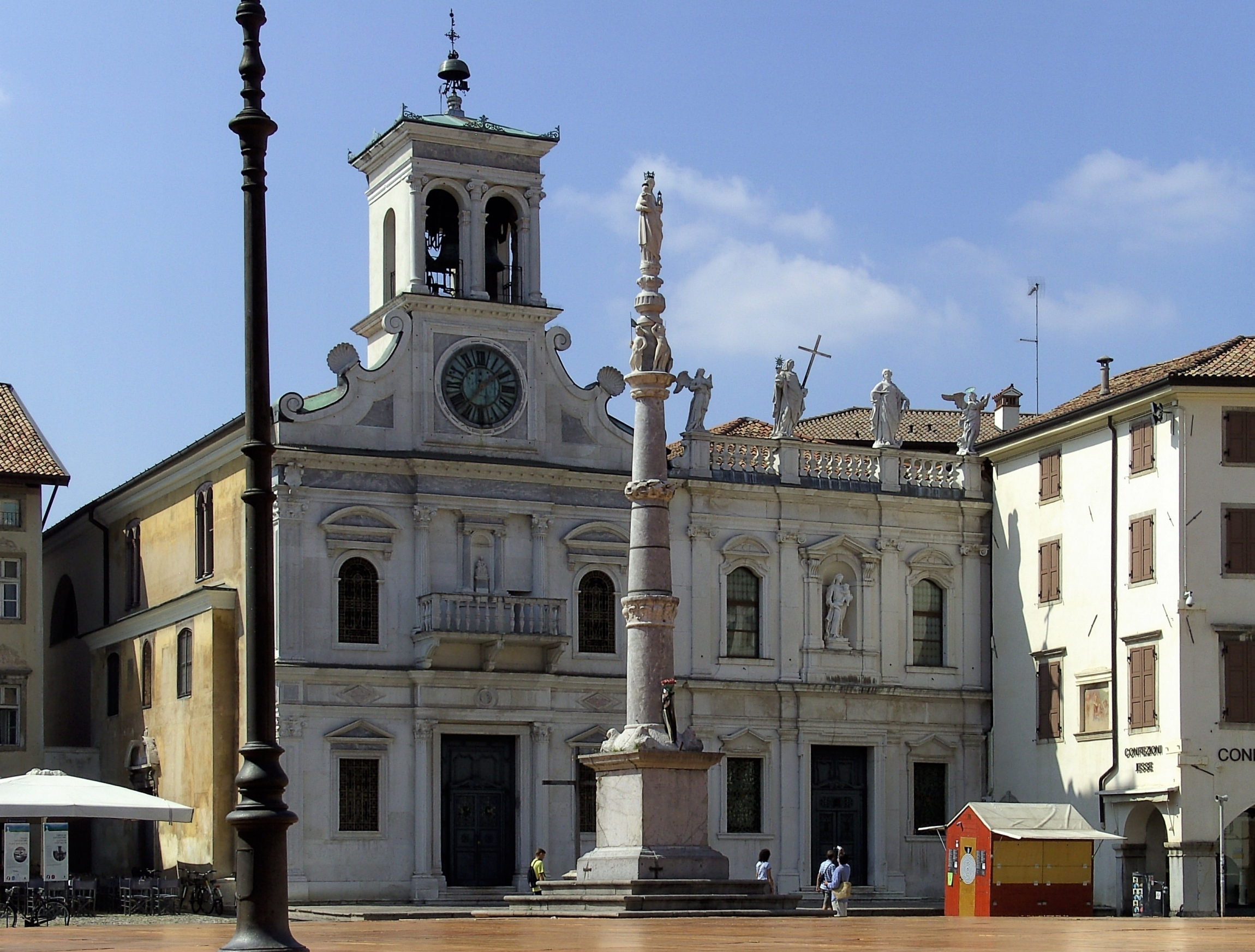
Chiesa di San Giacomo

Die Piazza Giacomo Matteotti ist ein zentraler Platz in der friulischen Stadt Udine in Norditalien.
Mitte des 13. Jahrhunderts – als Udine das Marktrecht verliehen wurde – verlegte man den zentralen Markt der Stadt, der bis dahin in der Via Mercatovecchio abgehalten wurde, hierher. Er wurde zuerst als Piazza del mercato nuovo bezeichnet. Nach der Errichtung der Kirche Chiesa di San Giacomo erhielt der Platz mit Piazza San Giacomo einen neuen Namen. Von den Einheimischen wird er auch Plàzze San Jacum genannt.
„Hier stehen wir auf einer Piazza, die dem Besucher trotz ihrer Größe ein Gefühl von Geschlossenheit vermittelt. Rundherum reihen sich dicht aneinander schmale Häuserfassaden, die verschiedenen Fensterformen scheinen einfach unregelmäßig verteilt zu sein.“
Die Kirche Chiesa di San Giacomo, die sich an der westlichen Seite des Platzes befindet, wurde 1378 errichtet und 1399 ausgebaut. An der Stelle befand sich vermutlich in früherer Zeit eine Kapelle, die dem Heiligen San Lorenzo gewidmet war.
Die Säule an der westlichen Seite des Platzes – in unmittelbarer Nähe der Kirche – zeigt Maria mit dem Kind. Sie wird auf das Jahr 1487 datiert und dem Künstler Carlo da Carona zugeschrieben.
Heutiger Namensgeber ist der 1924 durch italienische Faschisten ermordete Giacomo Matteotti.